# Internet Society
Интернет друштво (ISoc) је међународна, непрофитна организација, основана је 1992. године са циљем да обезбеди вођство у Интернет везаним стандарима, образовању и политици. Наводи се да је његова мисија „да промовише отворени развој, еволуцију и коришћење Интернета за добробит свих људи широм света“.
Интернет друштво има своје седиште у Reston, Virginia, САД, (у близини Вашингтона, D.C.), и канцеларије у Женеви (Швајцарска). Она има чланску базу у више од 130 организација и више од 55.000 појединачних чланова. Чланови такође имају облик „поглавља“ заснованих на основу заједничког географског положаја или посебних интереса. Постоји преко 90 поглавља широм света.

## Историја
Интернет Друштво је званично формирано 1992, а један од његових циљева је био да се обезбеди корпоративна структура за подршку у процесу развоја Интернет стандарда. Vint Cerf, Bob Kahn, Lyman Chapin објавили су документ, под називом „Најављујући ISoc , који је објаснио разлоге за успостављање Интернет Друштва. Овај документ се дефинише у изворном статуту организације на следећи начин:

 Друштво ће бити непрофитна организација која ће радити за међународне образовне, добротворне и научне сврхе, међу којима су: 
- Да би олакшао и подржао техничку еволуцију Интернета као истраживачке и образовне инфраструктуре и да се стимулише ангажовање академских, научних и инжењерских заједница (између осталог) у еволуцији интернета.
- Да образује академске и научне заједнице и јавности у вези са технологијом, коришћењем и применом интернета.
- Да промовише научну и образовну примену Интернет технологија за добробит образовних институција на свим нивоима, индустрија и јавности у целини.
- Да обезбеди форум за истраживање нових интернет апликација и да се подстакне сарадња међу организацијама у њиховом раду и коришћењу Интернета.

Једна од главних снага Интернета је Internet Engineering Task Force (IETF), и даље веома неформална организација са правног становишта. Постојала је растућа потреба за финансијском подршком и организационом структуром. Интернет Друштво је основано као непрофитна организација образовања којом би се обезбиједила структура за подршку, као и промовисање других активности које су важне за развој Интернета. 
Интернет Друштво је родитељ корпорација IETF; ауторска права Интернет Друштва (доступани су свакоме, укључујући и не-чланица, без накнаде). Међутим, интернет друштво расло је из IETF-a, да подржава оне функције које захтевају корпоративну форму. У стварности, интернет Друштво је формирано јер IETF Секретаријат, који је радио под National_Science_Foundation|NSF Уговором од стране особља у корпорацији за националне истраживачке иницијативе [CNRI) неће бити подржани преко 1991 од стране NSF. Затим Одбор интернет активности је настојао да створи непрофитну институцију која може да пружи финансијску подршку за Секретаријат ИЕТФ између осталог. CNRI је служио као први домаћин за Интернет Дрштво.
У 2012, на 20. годишњици ISOC-а, је основана "Internet Hall of Fame", годишња награда чија је сврха да „јавно призна, истакне и изабере групу визионара, лидера и просветитеља који су дали значајан допринос развоју и унапређењу глобалног Интернета ".

## Интернет друштво данас
Интернет друштво спроводи велики низ активности у три главне категорије, односно стандардима, јавној политици, и образовању.
Под категорију стандарда, интернет Друштво подржава и промовише рад тијела за стандардизацију за које је: Internet Engineering Task Force (IETF), Internet Architecture Board (IAB), Internet Engineering Steering Group(IESG), и Internet Research Task Force (IRTF). Интернет Друштво такође настоји да промовише разумевање и уважавање "Internet model" отворених, транспарентних процеса и консензуса на бази одлучивања.
Под категоријом јавне политике, интернет Друштво ради са владама, националним и међународним организацијама, цивилно друштво, приватним сектором, и другим странкама за промоцију политике на интернету који је у складу са својим основним вриједностима. Следећа изјава илуструје основу за политичке позиције везане за Интернет Друштво:

"Ми предвиђамо будућност у којој људи у свим деловима света могу да користите Интернет да се побољша њихов квалитет живота, јер стандарди, технологије, пословне праксе, и политике владе држе отворену и универзално доступну платформу за иновације, креативност, и економске прилике“.

Интернет Друштво такође подстиче иновације и свеже мишљење пружањем награда релевантним иницијативама и напорима на терену које се баве хуманитарним, образовним и друштвеним контекстима онлајн повезивања.
ISOC има заједничке канцеларије у Reston, Virginia, САД и Женеви у Швицарској. Такође је успоставио „Регионална бирое“ за Латинску Америку и Карибе, Африци, Азији, Северној Америци и Европи.
Интернет Друштво је помогао организовању World IPv6 Day који је окупио компаније, као што су Facebook, Google, Yahoo, да се подигне свест о IPv6 питањима као што су фрагментација.

## Одбор повереника
Одбор повереника Интернета друштва је његов орган управљања. Тренутни списак поверилаца и њихових одбора чланарина може се наћи на сајту организације.

## Поглавља
У наставку, локални огранци су наведени у алфа редоследу по националним државама.
| - Capitulo Argentino de Internet Society - Аргентина - ISoc-AM - Армениа - ISoc-AU - Аустралиа - Bahrain Internet Society Chapter - Бахреин - ISoc BD - Бангладеш - ISoc European Chapters Coordinating Council - Барселона - Еуропа - ISoc Belgium vzw - Белгија - ISoc Wallonie - Белгија - Валонија - ISoc BJ - Бенин - ISoc BR - Бразил - Internet Society - Бугарска - ISoc BI - Бурунди - ISoc Cambodia - Камбоџа - ISoc Cameroon - Камерун - ISoc Canada - Канада - Национални - ISoc Quebec - Канада - Квебек - ISoc Toronto - Канада - Торонто - ISoc Colombia - Колумбија - ISoc CG - Конго - ISoc DRC - Демократска Република Конго - ISoc DK - Данска - ISoc EC - Екватор - ISoc EG - Египат - ISoc England - ISOC UK - Енглеска - ISoc Finland] - Финска - ISoc FR - Француска - ISoc -GAL - Галиције (Шпанија) - ISoc GM - Гамбија - ISoc GE - Грузија - ISoc DE - Њемачка - ISOC Ghana - Гана - ISoc GR - Грчка - ISoc Hong Kong - Хонгконг - Hungary Chapter of ISoc (MITE) - Мађарска - Delhi Chapter of the Internet Society - Индија - Делхи - India Chennai Chapter of the Internet Society - Индија - Цхенаи - India Kolkata Chapter of the Internet Society - Индија - Калкота - India Bangalore Chapter of the Internet Society - Индија - Банлагоре - [Irish Chapter of ISoc - Ирска - Israel Internet Association(ISoc IL) - Израел - Società Internet - Италија - ISoc JP - Јапан - ISoc LB - Либанон - ISOC Либерија - ISOC Luxembourg - Луксембрург - ISoc MY - Малезија - ISOC Mali - Мали - ISoc MU - Маурицијус - Sociedad Internet de Mexico - Мексико | - ISoc -MU - Маурицијус - MISoc - Мароко - ISoc Nepal - Непал - ISoc NL Низоземска - ISOC NE - Нигер - ISoc NG Нигерија - Disability & Special Needs Chapter of ISoc - Non Geographic - Инвалиди и са посебним потребама - ISoc NO - Норвешка - PICISOC - Пацифички отоци - ISoc PK - Пакистан - ISOC PS - Палестина - ISoc Peru - Перу - ISOCCP - Филипини - ISoc PL Пољска - ISoc PT Португал - ISoc PR - Портопико - ISoc Polska - Пољска - ISoc RO Румунија - Saudi Arabian Chapter of the Internet Society - Саудијска Арабија - Scottish Chapter of the Internet Society - Scotland - Велика Британија - ISOC SN - Сенегал - ISoc Serbia - Србија - ISoc SL - Сијера Леоне - ISoc SI - Словенија - ISoc -ZA - Јужна Африка - ISoc -ES - Шпанија - ISoc ANDA - Шпанија - Андалузија - AS ISOC - Шпанија - Астурија - Aragonese Chapter of the Internet Society - Шпанија - Арагон - ISoc CAT - Шпанија, Андора и Француска- Каталонско поглавње - ISoc GAL - Spain - Галиција - Madrid Chapter of the Internet Society - Шпанија - Мадрид - ISoc Шри Ланка - Sudan Chapter of the Internet Society (SIS) - Судан - ISoc -SE - Шведска - ISoc -CH - Швицарска - ISoc TW - Тајван - ISoc TH - Тајланд - ISoc-TT - Тринидад и Тобаго - ISoc TN - Тунис - Istanbul-Turkey chapter - Турска- Истанбул - ISoc -YEMEN - Јемен - Ugandan Chapter of the Internet Society - Уганда - ISoc UAE - Уједињени Арапски Емирати - Capitulo Uruguay de Internet Society - Уругвај - Chicago Chapter of the Internet Society - USA - Чикаго - ISoc Hawaii - USA - Хаваји - ISoc Los Angeles - USA - Лос Анђелес - ISoc NY - USA - New York Metropolitan Area - South Central Texas Chapter - САД- Тексас - San Francisco Bay Area Chapter - USA - San Francisco Bay Area / Silicon Valley - Washington DC Chapter of Internet Society - Вашингтон - ISoc VE -Венецуела |